# Alencar (krater)
För andra betydelser, se Alencar.
Alencar är en nedslagskrater på planeten Merkurius, med en diameter på ungefär 106 kilometer.
1979 uppkallades kratern efter den brasilianske författaren José de Alencar.